# Robert Sparr
Robert Sparr est un réalisateur, monteur et scénariste américain, né le 10 septembre 1915 et mort le 28 août 1969 au Colorado (États-Unis).

## Filmographie

### comme réalisateur
- 1954 : Lassie ("Lassie") (série TV)
- 1955 : Cheyenne (série TV)
- 1958 : Lawman (série TV)
- 1958 : 77 Sunset Strip (série TV)
- 1959 : The Alaskans (série TV)
- 1959 : Hawaiian Eye (série TV)
- 1965 : A Swingin' Summer
- 1966 : Batman ("Batman") (série TV)
- 1968 : More Dead Than Alive (en)
- 1969 : Histoire d'un meurtre (Once You Kiss a Stranger)

### comme monteur
- 1950 : You Bet Your Life (série TV)
- 1952 : Gang Busters (série TV)
- 1955 : Gunsmoke ("Gunsmoke") (série TV)
- 1957 : Guns Don't Argue
- 1957 : Maverick (série TV)

### comme scénariste
- 1965 : A Swingin' Summer